# بابی وود (فوتبال)
بابی شو وود (انگلیسی: Bobby Shou Wood؛ زادهٔ ۱۵ نوامبر ۱۹۹۲) بازیکن فوتبال اهل ایالات متحده است.

## باشگاهی
از باشگاه‌هایی که در آن بازی کرده‌است می‌توان به مونیخ ۱۸۶۰، ارتسگبیرگ آئو، یونیون برلین، هامبورگ، هانوفر ۹۶ و رئال سالت لیک اشاره کرد.

## تیم ملی
وی همچنین در تیم ملی فوتبال ایالات متحده آمریکا بازی کرده‌است.